# Puchar Pietrowa
Puchar Pietrowa (ros. Кубок Петрова; do 2017 Puchar Bratina – ros. Кубок Братина) – przechodnie trofeum przyznawane do 2024 za zwycięstwo w rosyjskich rozgrywkach hokeja na lodzie, Wyższej Hokejowej Ligi (WHL). Uczestniczą w nich także pojedyncze zespoły z innych państw.
Nazwa pucharu pochodzi od słowa "bratina", oznaczającego naczynie do picia z przeznaczeniem do braterskiego spożywania.
Tuż po śmierci legendarnego radzieckiego zawodnika Władimira Pietrowa, 28 lutego 2017 prezes Rosyjskiej Federacji Hokejowej Władisław Trietjak poinformował, że od sezonu 2017/2018 trofeum za zwycięstwo w WHL przyjmie nazwę imienia Władimira Pietrowa.
W sezonie WHL 2023/2024 Puchar Pietrowa nie został przyznany, a zwycięska drużyna otrzymała Puchar Mistrza Rosji.

## Zdobywcy
- 2010/2011:  Rubin Tiumeń
- 2011/2012:  Toros Nieftiekamsk
- 2012/2013:  Toros Nieftiekamsk
- 2013/2014:  Saryarka Karaganda
- 2014/2015:  Toros Nieftiekamsk
- 2015/2016:  Nieftianik Almietjewsk
- 2016/2017:  Dinamo Bałaszycha
- 2017/2018:  Dinamo Sankt Petersburg
- 2018/2019:  Saryarka Karaganda
- 2019/2020: sezon nieukończony z powodu pandemii COVID-19[3]
- 2020/2021:  Jugra Chanty-Mansyjsk
- 2021/2022:  Rubin Tiumeń
- 2022/2023:  Chimik Woskriesiensk
- 2023/2024:  Nieftianik Almietjewsk